# Alternanthera canescens
Alternanthera canescens är en amarantväxtart som beskrevs av Carl Sigismund Kunth. Alternanthera canescens ingår i släktet alternanter, och familjen amarantväxter. Inga underarter finns listade i Catalogue of Life.